# 金東里
金 東里（キム・ドンニ、1913年11月24日 - 1995年6月17日）は、韓国の小説家。本名は金 始鐘（キム・シジョン）。純文学を追求し、文学における政治性を排除しようとする態度が金の作品に一貫して見られる。シャーマニズムともニヒリズムとも形容される、韓国文壇の第一人者である。

## 略歴
1913年11月24日、慶尚北道慶州市城乾里に生まれる。本貫は善山金氏。父は金徳守。3人兄弟の末子。16歳年上の長兄の金凡父は漢学者・哲学者、次兄は金英鳳。1934年、『朝鮮日報』新春懸賞募集に「白鷺」が入選し、文壇にデビュー。1935年、短篇『花郎の末裔』が『中央日報』新春文芸に当選し、ここから作家活動が始まった。金は賞金50円を持って多率寺に入る。夏には海印寺に移り、創作に専念した。この頃、李周洪、許民、崔仁旭、趙演鉉、洪九範と交遊もある。
金のデビューした頃は、朝鮮文人にとって暗黒の時期であった。1934年にはKAPF（朝鮮プロレタリア芸術家同盟）の作家たち7,80名が一斉検挙に遭い、1938年には朝鮮語の教育が全面禁止になり、さらに3年後の1941年には『朝鮮日報』『東亜日報』も廃刊の憂き目に合った。しかし、金の代表作品はこの暗黒時期に最も輝くのである。解放後も執筆活動は続くが、その文学の世界はこの時期に固められたものである。現在では純文学作家として知られる金も、1936年、『東亜日報』の新春文芸に当選した「山火」はプロレタリア思想の強い作品であった。当時のプロレタリア文学弾圧によって、金も求める世界観を純文学に向けた。そこには虐げられる農民の深層的な意識の世界を強く支配しているシャーマニズムが見られる。金は現実の批判と告発を文学作業の中から除き、人間的存在様式だけを抜き出した。
1937年、徐廷柱、金達鎮らと同人雑誌『詩人部落』を創刊。同年に、多率寺の伝道館を借りて「光明学院」を創立し、子供の教育に当たった。1940年、日帝下の御用文化団体である、朝鮮文人協会、国民文学総盟などの加入を拒否、逆にこのような親日的な行為から文学の純粋性を主張する評論「純粋意義」「新世代文学精神」を発表する。それに対して、日帝当局は『少女』『下弦』を検閲で全文削除させ、1942年、「光明学院」を閉鎖させ、また、長兄の金基鳳を拘束した。このような一連の事件に絶望し、1942年、筆を投げて満州を放浪する。
1945年、解放後直後の左右対立の渦中、いち早く民族陣営に立った。1946年、趙芝薫らと韓国青年文筆家協会を結成、会長に就任するとともに、金秉逵、金東錫ら左翼文学者に対する批判を展開する。党の政治目的に隷属する左翼文学は金の純文学の純粋性を維持する考えと対立した。その文学理論が韓国文壇に及ぼした影響は大きい。朝鮮戦争停戦後は、戦争文学を執筆する傍ら、文学の振興に努めた。1990年、脳卒中で倒れ、1995年6月17日、逝去した。1999年、韓国芸術評論家協議会選定「20世紀を照らした韓国の芸術家（20세기를 빛낸 한국의 예술인）」に選ばれた。

## 親族
弁護士の金平祐は息子。彼は政治家の金振晩の娘婿で、朴槿恵の弾劾審判において朴槿恵の弁護を引き受けた。

## 年譜
- 1913年、慶尚北道慶州市城乾里に生まれる。
- 1920年、大邱の第一教会付属学校に入学。
- 1926年、大邱の啓聖中学校に入学。
- 1926年、父、金壬守が死亡。
- 1927年、京城の儆新高等普通学校に3年次編入する。
- 1929年、儆新高等普通学校を中退し、帰郷する。
- 1934年、『朝鮮日報』新春懸賞募集に「白鷺」が入選する。
- 1935年、多率寺に入る。夏には海印寺に移り、創作に専念する。
- 1936年、上京するも、京城の生活に失意し、再び入山。多率寺にこもる。
- 1937年、徐廷柱、金達鎮らと同人雑誌『詩人部落』を創刊。
- 1937年、多率寺の伝道館を借りて「光明学院」を創立し、子供の教育に当たる。
- 1940年、朝鮮文人協会、国民文学総盟などの加入を拒否。
- 1942年、「光明学院」が日帝の弾圧により閉鎖。
- 1942年、満州に移る。
- 1945年、泗川青年会の会長になる。
- 1946年、趙芝薫らと韓国青年文筆家協会を結成、会長に就任。
- 1947年、『京郷新聞』文化部長に就任する。
- 1948年、『民国日報』編輯局長になる。
- 1949年、純文学雑誌『文芸』の主幹になる。
- 1949年、韓国文学家協会、小説分科委員長になる。
- 1949年、ソウル大学校芸術大学の講師を務める。
- 1949年、高麗大学校文科大学の講師を務める。
- 1950年、文教部芸術委員、ソウル市文化委員になる。
- 1952年、韓国文学家協会の副委員長になる。
- 1953年、ソラボル芸術初級大学の教授に就任する。
- 1953年、韓国ユネスコ委員になる。
- 1954年、芸術員会員になる。
- 1955年、第3回アジア自由文学賞を受賞。
- 1967年、三･一文化賞芸術部門本賞を受賞。
- 1968年、『月刊文学』を創刊。
- 1968年、大韓民国国民勲章柊柏章を受賞。
- 1970年、韓国文人協会、理事長になる。
- 1970年、ソウル市文化賞を受賞。
- 1970年、大韓民国国民勲章牡丹章を受賞。
- 1972年、中央大学校芸術大学の学長に就任。
- 1982年、仏教児童文学会の会長になる。
- 1986年、檀君開国碑建立推進委員会の委員長になる。
- 1989年、韓国文人協会の名誉会長になる。
- 1990年、脳卒中で倒れる。
- 1995年、逝去。

## 代表作品一覧

### 短篇小説
- 1935年、花郞의 後裔　（『中央日報』新春文芸）
- 1936年、山火　（『東亜日報』新春文芸）
- 1936年、巫女圖　（『中央』）
- 1936年、바위　（『新東亜』）
- 1936年、술　（『朝光』）
- 1936年、山祭　（『中央』）
- 1937年、어머니
- 1937年、率居
- 1937年、팥죽
- 1937年、허덜풀에
- 1937年、剩餘說
- 1937年、生日
- 1937年、黃土記
- 1937年、찔레꽃
- 1940年、小女　（日帝当局の検閲により削除）
- 1940年、下弦　（日帝当局の検閲により削除）
- 1946年、輪廻說
- 1947年、달
- 1947年、穴居部隊
- 1947年、紙鳶記
- 1947年、이맛살
- 1948年、驛馬
- 1949年、兄弟
- 1949年、凡情
- 1950年、한내마을 傳說
- 1950年、南路行
- 1950年、人間動議
- 1950年、귀환장정
- 1952年、避難記
- 1952年、傷兵
- 1952年、살벌한 黃昏
- 1955年、興南撤收
- 1955年、實存舞
- 1955年、密茶苑時代
- 1955年、龍
- 1955年、靑滋
- 1955年、진달래
- 1955年、木工요셉
- 1955年、旅愁
- 1955年、顧往生歌
- 1955年、水路夫人
- 1959年、江遊記
- 1959年、당고개 무당
- 1959年、姉妹
- 1959年、어떤 告白
- 1959年、故友
- 1959年、阿戶良記
- 1959年、鶴亭記
- 1961年、等身佛
- 1962年、天使
- 1964年、心臟 비맞다
- 1965年、城門저리
- 1966年、松湫에서
- 1966年、白雪歌
- 1966年、父情
- 1966年、까치소리

### 中・長篇小説
- 1949年、解放(第一部)　（『東亜日報』に連載）
- 1955年、사반의 十字架　（『現代文学』に連載）
- 1957年、春秋　（『平和新聞』に連載）
- 1959年、自由의 騎手　（『自由新聞』に連載）
- 1960年、이곳에 던져지다　（『韓国日報』に連載）
- 1963年、海風　（『国際新聞』に連載）
- 1968年、極樂鳥　（『中央日報』に連載）
- 1972年、阿道　（『知性』に連載）
- 1972年、三國記　（『ソウル新聞』に連載）

### 詩歌
- 1934年、白鷺　（『朝鮮日報』新春懸賞募集）
- 1935年、거미
- 1935年、바람의부는 날 下午
- 1937年、九江山
- 1937年、行路吟
- 1937年、내 홀로 무어라 중얼거리며 가느뇨
- 1947年、五月에
- 1957年、無題
- 1957年、꽃
- 1957年、誕生
- 1957年、追憶
- 1959年、光州에서
- 1959年、盆蘭

### 評論
- 1940年、純粹異義
- 1940年、新世代文學精神
- 1946年、純粹文學의 眞義
- 1946年、朝鮮文學의 指標
- 1947年、文學과 自由의 擁護 （『白民』6,7合併号）
- 1947年、民族文學論
- 1947年、本格文學과 第三世界觀
- 1948年、金東仁論
- 1948年、李孝石論
- 1948年、金素月論
- 1948年、三家詩人論
- 1950年、文化救國論
- 1984年、文學이란 무엇인가

## 日本語で読める作品
- 申建訳「野ばら」『朝鮮小説代表作集』教材社、1940年
- 梶井陟訳「穴居部族」『現代朝鮮文学選 2』創土社、1974年
- 古山高麗雄編「等身仏」『韓国現代文学13人集』新潮社、1981年
- 大村益男訳「巫女図」『朝鮮短篇小説選』岩波書店、1984年
- 長璋吉訳「興南撤収」『韓国短篇小説選』岩波書店、1988年
- 姜尚求訳「帰還壮丁」『韓国の現代文学 5』柏書房、1992年